# Poema mitologico
Il poema mitologico (dal greco mithos-logos: mito-studio) è un grande affresco poetico (ovvero un componimento in versi che si discerne dalle altre opere poetiche per la lunghezza) che concerne al suo interno immagini fruttate dall'idolatria delle civiltà vetuste (le principali si possono senz'altro dire la civiltà greca e quella romana, la cui mitologia corrisponde con la sola differenza degli appellativi degli enti divini). Il poema mitologico non è uno scritto sorto solo dalle mani di coloro che nutrivano vera fede ed erano ligi agli dei come Omero (poeta ellenico probabilmente vissuto nell'VIII secolo a.C. il quale scrisse l'Iliade e l'Odissea), ma anche da autori che paragonati all'evo classico sono più recenti, come a paradigma il Manzoni che in giovine età poté dare sfogo alla sua ampia e dettagliata contezza sulla mitologia classica con il poemetto Urania. O finanche la Divina Commedia, che comprende nella sua struttura personaggi della mitologia greca e romana (che si contrappongono alle radiose figure del Cattolicesimo) può essere ritenuta in parte poema mitologico. I poemi mitologici appartengono sovente al ciclo della mitologia olimpica che è la più accreditata e sono stati rinvenuti pochi poemi basati su mitologie diverse ad esempio l'Epopea di Gilgamesh (poema epico con mitologia sumerica ritenuto frutto dell'arte babilonese, risalente al 2500 a.C.). In molte altre culture mitologiche vi sono epopee e novelle che narrano di eventi veridici, indi mitizzati dalla fantasia del riportante del fatto storico o anche racconti mitologici interamente inventati come se ne trovano nel folklore scozzese e nell'ampia mitologia egizia che si è evoluta sotto lo scettro del dio Ra.

## Fonti
- mitològico, in Treccani.it – Vocabolario Treccani on line, Roma, Istituto dell'Enciclopedia Italiana. URL consultato l'11 aprile 2022.